# Monophorus perversus
Espèce
Synonymes
- Biforina perversa (Linnaeus, 1758)[1]
- Cerithium inversum O. G. Costa, 1830[1]
- Cerithium maroccanum Bruguière, 1792[1]
- Cerithium perversum (Linnaeus, 1758)[1]
- Triforis benoitianus Aradas, 1869[1]
- Triforis perversus var. bicolor Bucquoy, Dautzenberg & Dollfus, 1884[1]
- Triforis perversus var. cylindrata Monterosato, 1878[1]
- Triforis perversus var. elongata Pallary, 1906[1]
- Triforis perversus var. gracilis Dautzenberg, 1895[1]
- Triforis perversus var. hordacea Monterosato, 1889[1]
- Triforis perversus (Linnaeus, 1758)[1]
- Triphora perversa (Linnaeus, 1758)[1]
- Trochus perversus Linnaeus, 1758[1]
- Trochus seriatus Megerle von Mühlfeld, 1824[1]

Monophorus perversus est une espèce de mollusques gastéropodes prosobranches marins de la famille des Triphoridae. Il était, jusqu'à une époque récente, plus connu sous les noms de Triphora perversa puis Marshallora adversa.

## Description

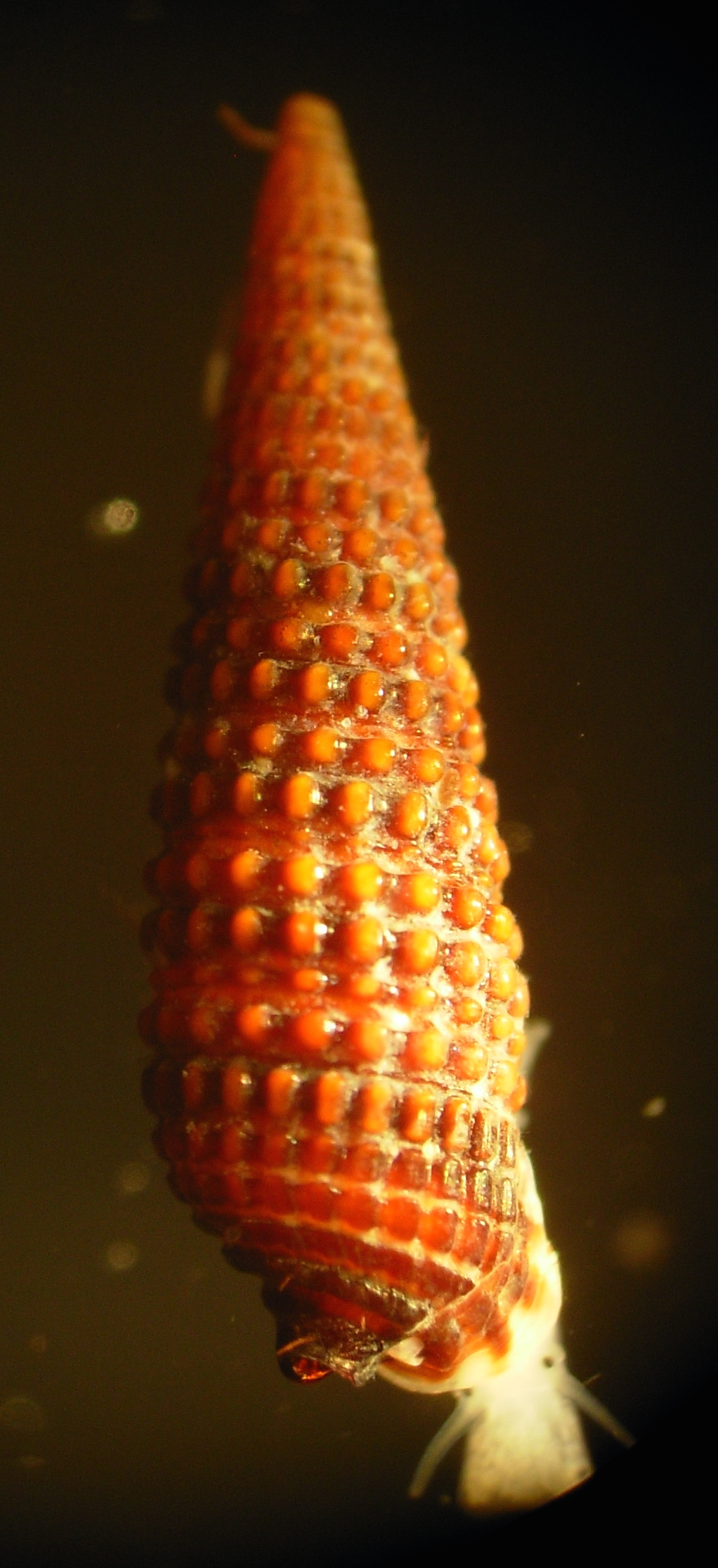
Monophorus perversus, coquille et partie antérieure du corps.

L'animal possède une coquille effilée, régulièrement conique, dont la longueur atteint 7 mm pour une largeur de 2 mm environ .
Par sa forme et l'aspect noduleux de sa surface elle ressemble beaucoup, à première vue, à celle de Cerithiopsis tubercularis, mais ici l'enroulement est senestre (lorsqu'on regarde la coquille « de face », pointe vers le haut et ouverture vers le bas, celle-ci apparaît à gauche) et non pas dextre.
Elle est composée d'environ quinze tours, dont les quatre premiers appartiennent à la coquille larvaire (protoconque). Ces tours, hormis les premiers, sont pourvus de nodules alignés dont le nombre de rangées passe de un près du sommet à trois près de la base (près de l'ouverture).
L'ouverture est ovale, oblique et munie d'un canal siphonna ouvert ou fermé, par rencontre des deux lèvres, par lequel peut sortir un court siphon.
La couleur de la coquille tire sur le rouge. La région antérieure de l'animal est généralement blanche mais peut être colorée de rouge ou de noir.
On se trouve peut-être en présence d'un complexe d'espèces dans lequel les différences dans la coquille adulte sont mineures mais où les parties molles et les radulas présentent des particularités du niveau spécifique. On a ainsi proposé de distinguer quatre espèces dans la seule population de la pointe de Locmiquel (golfe du Morbihan).

## Biologie
Monophorus perversus, tout comme Cerithiopsis tubercularis, vit principalement sur les deux éponges communes sur l'estran, Halichondria panicea et Hymeniiacidon perleve dont il  consomme les tissus et dans lesquelles il peut être profondément enfoui. On peut aussi le rencontrer à la face inférieure des blocs rocheux. Il occupe l'espace situé entre le niveau des basses mers de vive eau et une profondeur d'une centaine de mètres environ.

## Distribution
En Atlantique l'espèce se trouve depuis l'Espagne jusqu'à la Norvège . Elle serait également présente en Méditerranée, mais il s'agirait d'un taxon distinct.